# Khedivial-Opernhaus

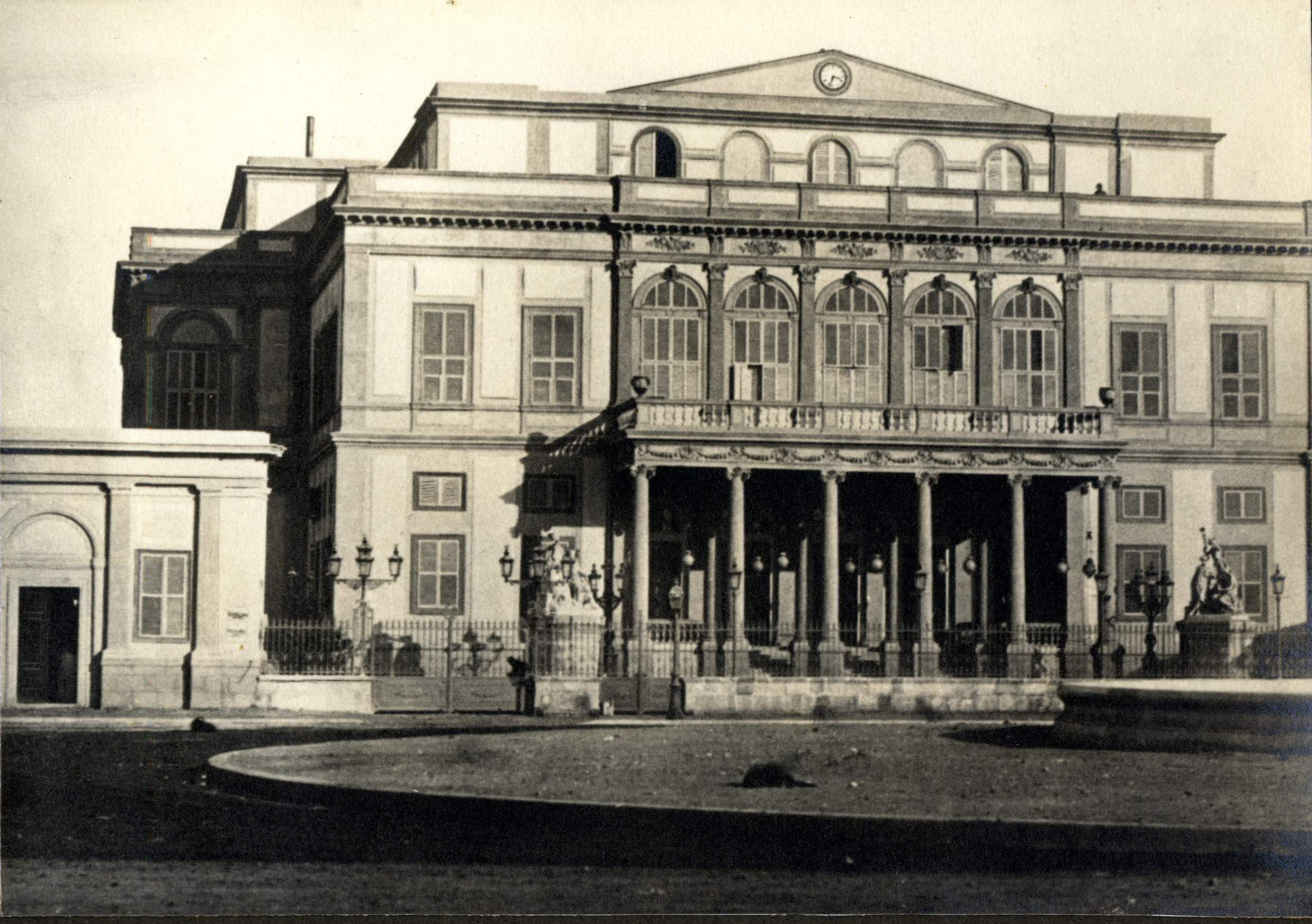
Das Opernhaus im Jahr 1869

Das Khedivial-Opernhaus, auch „Königliche Oper“ genannt, wurde am 1. November 1869 in Kairo eröffnet. Es wurde auf Anordnung von Ismail Pascha, dem Khediven (Vizekönig) der osmanischen Provinz Ägypten, zur Feier des im selben Jahr eröffneten Sueskanals, vom Schweizer Architekten Giacomo Lepori, erbaut. Als erstes Werk wurde Rigoletto von Giuseppe Verdi aufgeführt. Seine Aida erlebte hier ihre Uraufführung am 24. Dezember 1871 unter der Leitung von Giovanni Bottesini.
In den frühen Morgenstunden des 28. Oktober 1971 wurde der Bau durch einen Brand vollständig zerstört. 1988 wurde in Kairo ein neues Opernhaus eröffnet.